# Communauté de communes du Pays d'Othe
La communauté de communes du Pays d'Othe est une communauté de communes française, située dans le département de l'Aube et la région Grand Est

## Composition
La communauté de communes est composée des 14 communes suivantes :

| Nom                         | Code Insee | Gentilé                  | Superficie (km2) | Population (dernière pop. légale) | Densité (hab./km2) |
| --------------------------- | ---------- | ------------------------ | ---------------- | --------------------------------- | ------------------ |
| Aix-Villemaur-Pâlis (siège) | 10003      |                          | 75,3             | 3 336 (2022)                      | 44                 |
| Bercenay-en-Othe            | 10037      | Dagnelles ou Daguenelles | 17,85            | 419 (2022)                        | 23                 |
| Bérulle                     | 10042      | Scéantais                | 16,5             | 196 (2022)                        | 12                 |
| Chennegy                    | 10096      | Caviots                  | 23,19            | 471 (2022)                        | 20                 |
| Maraye-en-Othe              | 10222      | Marayais                 | 42,32            | 429 (2022)                        | 10                 |
| Neuville-sur-Vanne          | 10263      | Neuvillois               | 17,25            | 469 (2022)                        | 27                 |
| Nogent-en-Othe              | 10266      | Nogentais                | 9,06             | 44 (2022)                         | 4,9                |
| Paisy-Cosdon                | 10276      | Paisyquiers              | 17,84            | 334 (2022)                        | 19                 |
| Planty                      | 10290      | Courlis                  | 10,82            | 231 (2022)                        | 21                 |
| Rigny-le-Ferron             | 10319      | Ferronnais               | 19,05            | 322 (2022)                        | 17                 |
| Saint-Benoist-sur-Vanne     | 10335      | Sabatins                 | 16,68            | 229 (2022)                        | 14                 |
| Saint-Mards-en-Othe         | 10350      | Saintmédariens           | 31,4             | 639 (2022)                        | 20                 |
| Villemoiron-en-Othe         | 10417      | Villemoironiers          | 12,49            | 204 (2022)                        | 16                 |
| Vulaines                    | 10444      | Vulainais                | 8,72             | 225 (2022)                        | 26                 |

## Compétences
- Collecte et traitement des déchets des ménages et déchets assimilés
- Aide sociale facultative
- Création, aménagement, entretien et gestion de zones d'activités industrielle, commerciale, tertiaire, artisanale ou touristique
- Action de développement économique (Soutien des activités industrielles, commerciales ou de l'emploi, soutien des activités agricoles et forestières...)
- Tourisme
- Construction ou aménagement, entretien, gestion d'équipements ou d'établissements culturels, socioculturels, socioéducatifs, sportifs
- Activités culturelles ou socioculturelles
- Création et réalisation de zone d'aménagement concerté (ZAC)
- Aménagement rural
- Préfiguration et fonctionnement des Pays
- Autres

## Historique
- 18 décembre 2002 : création
- 23 juillet 2003 : modification statutaire
- 3 mai 2004 : compétences économique et touristique
- 7 décembre 2004 : adhésion de la commune de Planty
- 9 février 2005 : modification de la compétence facultative
- 20 octobre 2006 : rajout d'une compétence facultative
- 1er janvier 2016 : création de la commune d'Aix-Villemaur-Pâlis par fusion d'Aix-en-Othe, de Palis et de Villemaur-sur-Vanne[1] ; la communauté compte alors 11 communes.
- 1er janvier 2017 : extension de la communauté aux communes de Bercenay-en-Othe, Chennegy et Neuville-sur-Vanne, issues de la communauté de communes des portes du pays d'Othe qui est dissoute ;  la communauté s'étend alors sur 14 communes.

## Sources
1. ↑  Recueil des actes administratifs de l'Aube no 62 du 15 décembre 2015, page 37/40, [lire en ligne].

- Le splaf - (Site sur la Population et les Limites Administratives de la France)
- La base aspic de l'Aube - (Accès des Services Publics aux Informations sur les Collectivités)
- La population au 1er janvier 2008 des territoires de Champagne-Ardenne